# Phosphodiestérase

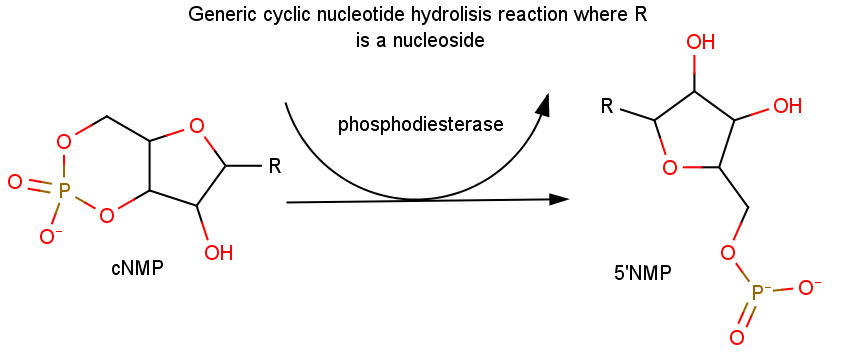

Une phosphodiestérase est une enzyme hydrolysant les liaisons phosphodiester, un groupe de liaisons riche en énergie reliant entre eux des atomes de phosphore dans un groupement phosphate et deux autres molécules via deux liaisons ester. 
11 familles de phosphodiestérases ont été identifiées, nommées PDE1 à PDE11 comprenant plus de 100 molécules différentes, ayant des affinités différentes pour l'AMP cyclique (AMPc) ou pour le GMP cyclique (GMPc).

## Activité enzymatique
La Phosphodiesterase catalyse la transformation du 3'5'AMPcyclique (forme active) en 5'AMP (forme inactive) en hydrolysant la liaison phosphate présente en 3' sur l'AMPc. La phosphodiestérase est notamment impliquée dans les processus moléculaires permettant la vision en hydrolysant le GMPc en 5'GMP (passage de la forme active à la forme inactive.)  
Les deux plus anciens inhibiteurs connus des phosphodiestérases sont la théophylline et la caféine. Ce sont des inhibiteurs compétitifs mais non spécifiques des phosphodiestérases. Cela entraîne donc une élévation de la concentration en AMP cyclique et notamment, une stimulation de la néoglucogenèse. L'excitation due à ces deux inhibiteurs vient donc de l'augmentation de l'apport de glucose au cerveau.[réf. nécessaire]